# 辨務署
辨務署或辦務署（日语：〔〕／），為1897年6月10日之臺灣日治時期行政區劃之一。
辨務署大致為原本1895年臺灣總督府頒布之舊制的支廳範圍，也就是在縣廳之下分化出的地方行政單位，廢原本支廳，改置辨務署。例如，臺北縣就設置了基隆、臺北、士林、景尾（後裁撤改設深坑）、滬尾、新、水返腳、金包里、頂雙溪、樹林口、三角湧、桃仔園與中壢等十三個辨務署。面積大約從數十到三百平方公里，人口從數千人至萬人以上。
1898年6月20日修改〈臺灣總督府地方官官制〉後，承接原本在縣廳之下的警察署與撫墾署之職掌，由辨務署第二課負責警察行政，第三課則負責蕃地行政。
1901年，著眼於辨務署欠缺靈活，臺灣總督府於新的區劃方案中將之廢除。除了少數整併外，原所轄範圍改為之後的廳管轄。

## 辨務署列表
以下列出臺灣各地的辨務署與各署管轄區域：
| 隸屬縣廳 | 辨務署名     | 正式運作日期  | 位置                 | 所轄區域 | 備註                                        |
| -------- | ------------ | ------------- | -------------------- | --- | ------------------------------------------- |
| 臺北縣   | 臺北辨務署   | 1897年7月1日  | 臺北城內             | 大加蚋堡 |                                             |
| 臺北縣   | 士林辨務署   | 1897年7月1日  | 芝蘭一堡士林街       | 芝蘭一堡、芝蘭二堡                                                                                               |                                             |
| 臺北縣   | 新庄辨務署   | 1897年7月1日  | 興直堡新庄街         | 興直堡、擺接堡                                                                                                   |                                             |
| 臺北縣   | 三角湧辨務署 | 1897年7月1日  | 三角湧街             | 海山堡 |                                             |
| 臺北縣   | 景尾辨務署   | 1897年7月1日  | 景尾街               | 文山堡 |                                             |
| 臺北縣   | 桃仔園辨務署 | 1897年7月1日  | 桃仔園街             | 桃澗堡（部分）                                                                                                   |                                             |
| 臺北縣   | 中壢辨務署   | 1897年7月1日  | 中壢街               | 桃澗堡（部分）                                                                                                   |                                             |
| 臺北縣   | 滬尾辨務署   | 1897年7月1日  | 滬尾街               | 芝蘭三堡 |                                             |
| 臺北縣   | 樹林口辨務署 | 1897年7月1日  | 樹林口街             | 八里坌堡 |                                             |
| 臺北縣   | 基隆辨務署   | 1897年7月1日  | 基隆街               | 基隆堡 |                                             |
| 臺北縣   | 水返腳辨務署 | 1897年7月1日  | 水返腳街             | 石碇堡 | 初期作「水邊腳」，翌年更正                  |
| 臺北縣   | 頂雙溪辨務署 | 1897年7月1日  | 頂雙溪街             | 三貂堡 |                                             |
| 臺北縣   | 金包里辨務署 | 1897年7月1日  | 金包里街             | 金包里堡 |                                             |
| 新竹縣   | 新竹辨務署   | 1897年7月17日 | 新竹城內             | 竹北一堡（部分）                                                                                                 |                                             |
| 新竹縣   | 北埔辨務署   | 1897年9月1日  | 北埔街               | 竹北一堡（部分）                                                                                                 |                                             |
| 新竹縣   | 新埔辨務署   | 1897年9月1日  | 新埔街               | 竹北二堡 |                                             |
| 新竹縣   | 頭份辨務署   | 1897年9月1日  | 頭份街               | 竹南一堡 |                                             |
| 新竹縣   | 苗栗辨務署   | 1897年7月1日  | 苗栗街               | 苗栗一堡 |                                             |
| 新竹縣   | 苑裡辨務署   | 1897年9月11日 | 苑裡街               | 苗栗二堡 |                                             |
| 新竹縣   | 大甲辨務署   | 1897年9月11日 | 大甲街               | 苗栗三堡 |                                             |
| 臺中縣   | 南投辨務署   | 1897年9月15日 | 南投堡南投街         | 南投堡、北投堡                                                                                                   |                                             |
| 臺中縣   | 臺中辨務署   | 1897年9月15日 | 藍興堡臺中城內       | 貓羅堡、藍興堡                                                                                                   |                                             |
| 臺中縣   | 葫蘆墩辨務署 | 1897年9月15日 | 葫蘆墩街             | 捒東上堡 |                                             |
| 臺中縣   | 犁頭店辨務署 | 1897年9月15日 | 犁頭店街             | 捒東下堡 |                                             |
| 臺中縣   | 牛馬頭辨務署 | 1897年9月15日 | 牛馬頭街             | 大肚上堡 |                                             |
| 臺中縣   | 大肚辨務署   | 1897年9月15日 | 大肚中堡大肚街       | 大肚中堡、大肚下堡                                                                                               |                                             |
| 臺中縣   | 彰化辨務署   | 1897年7月1日  | 彰化城內             | 線東堡 |                                             |
| 臺中縣   | 和美線辨務署 | 1897年9月15日 | 和美線街             | 線西堡 |                                             |
| 臺中縣   | 鹿港辨務署   | 1897年9月15日 | 馬芝堡鹿港街         | 馬芝堡、二林上堡                                                                                                 |                                             |
| 臺中縣   | 二林辨務署   | 1897年9月15日 | 二林下堡二林街       | 二林下堡、深耕堡                                                                                                 |                                             |
| 臺中縣   | 北斗辨務署   | 1897年9月15日 | 東螺西堡北斗街       | 東螺西堡、東螺東堡、沙連下堡                                                                                     |                                             |
| 臺中縣   | 社頭辨務署   | 1897年9月15日 | 武東堡社頭街         | 武西堡、武東堡                                                                                                   |                                             |
| 臺中縣   | 員林辨務署   | 1897年9月15日 | 燕霧下堡員林街       | 燕霧上堡、燕霧下堡                                                                                               |                                             |
| 臺中縣   | 埔里社辨務署 | 1897年7月1日  | 埔里社堡埔里社城內   | 埔里社堡、五城堡、北港溪堡                                                                                       |                                             |
| 臺中縣   | 集集辨務署   | 1897年9月15日 | 集集街               | 集集堡 |                                             |
| 嘉義縣   | 蕭壠辨務署   |               | 蕭壠堡蕭壠街         | 佳里興堡、蕭壠堡、西港仔堡、漚汪堡                                                                               |                                             |
| 嘉義縣   | 六甲辨務署   |               | 赤山堡六甲街         | 果毅後堡、善化里東堡、善化里西堡、赤山堡、蔴荳堡、茅港尾東堡、茅港尾西堡、鐵線橋堡                               |                                             |
| 嘉義縣   | 中埔辨務署   |               | 嘉義東堡中埔庄       | 嘉義東堡、附蕃社四社、大目根堡                                                                                   |                                             |
| 嘉義縣   | 梅仔坑辨務署 |               | 梅仔坑街             | 打貓東頂堡 |                                             |
| 嘉義縣   | 打貓辨務署   |               | 打貓南堡打貓街       | 打貓南堡、打貓東下堡、打貓西堡、打貓北堡                                                                         |                                             |
| 嘉義縣   | 嘉義辨務署   | 1897年8月16日 | 嘉義西堡嘉義城內     | 嘉義西堡、牛稠溪堡、柴頭港堡                                                                                     |                                             |
| 嘉義縣   | 店仔口辨務署 |               | 下茄苳南堡店仔口街   | 下茄苳南堡、下茄苳北堡、哆囉嘓東頂堡、哆囉嘓東下堡、哆囉嘓西堡                                                   |                                             |
| 嘉義縣   | 鹽水港辨務署 |               | 鹽水港堡鹽水港街     | 鹽水港堡、太子宮堡、龍蛟潭堡、白鬚公潭堡、學甲堡                                                                 |                                             |
| 嘉義縣   | 樸仔腳辨務署 |               | 大槺榔西堡樸仔腳街   | 大槺榔東下堡、蔦松堡、大坵田西堡、大槺榔西堡、鹿仔草堡                                                           |                                             |
| 嘉義縣   | 斗六辨務署   | 1897年8月19日 | 斗六堡斗六街         | 斗六堡、溪洲堡、他里霧堡                                                                                         |                                             |
| 嘉義縣   | 西螺辨務署   |               | 西螺堡西螺街         | 西螺堡、海豐堡                                                                                                   |                                             |
| 嘉義縣   | 土庫辨務署   |               | 大坵田土庫街         | 大坵田堡、布嶼堡                                                                                                 |                                             |
| 嘉義縣   | 北港辨務署   |               | 大槺榔東頂堡北港街   | 大槺榔東頂堡、尖山堡、蔦松堡、白沙墩堡                                                                           |                                             |
| 嘉義縣   | 林圯埔辨務署 |               | 沙連堡林圯埔街       | 沙連堡、鯉魚頭堡                                                                                                 |                                             |
| 臺南縣   | 臺南辨務署   | 1897年7月20日 | 臺南城內             | 臺南城內、効忠里、新昌里、永寧里、文賢里、仁和里、永康下里、永康上中里、外武定里                                 |                                             |
| 臺南縣   | 關帝廟辨務署 | 1897年7月20日 | 外新豐里關帝廟街     | 仁德北里、仁德南里、依仁里、崇德西里、永豐里、歸仁南里、長興下里、保西里、歸仁北里、外新豐里、內新豐里、外新豐里 |                                             |
| 臺南縣   | 灣裡辨務署   | 1897年7月20日 | 善化里西堡灣裡街     | 廣儲西里、長興上里、新化里西堡、善化里西堡、善化里東堡、內武定里、安定里東堡、廣儲東里                           | 廣儲東里在1897年8月18日改隸大穆降辨務署     |
| 臺南縣   | 大穆降辨務署 | 1897年7月20日 | 大穆降里大穆降街     | 大穆降里、新化西里、新化東里、新化北里、外新化南里                                                               | 1897年8月18日接收原隸於灣裡辨務署的廣儲東里 |
| 臺南縣   | 噍吧哖辨務署 | 1897年7月20日 | 楠梓仙溪西里噍吧哖街 | 楠梓仙溪西里、內新化南里                                                                                         |                                             |
| 臺南縣   | 蕃薯藔辨務署 | 1897年7月20日 | 羅漢外門里蕃薯藔街   | 羅漢內門里、羅漢外門里、崇德東里、楠梓仙溪東里                                                                   |                                             |
| 鳳山縣   | 鳳山辨務署   | 1897年9月1日  | 大竹里鳳山城內       | 觀音內里、小竹上里、小竹下里、赤山、大竹里（部分）                                                               |                                             |
| 鳳山縣   | 打狗辨務署   | 1897年8月1日  | 興隆內里打狗         | 興隆外里、興隆內里、鳳山下里、半屏里、大竹里（部分）                                                             |                                             |
| 鳳山縣   | 阿公店辨務署 | 1897年9月10日 | 仁壽上里阿公店街     | 觀音中里、觀音下里、觀音上里、仁壽上里、仁壽下里、嘉祥外里、嘉祥內里                                             |                                             |
| 鳳山縣   | 大湖辨務署   | 1897年9月10日 | 長治二圖里大湖街     | 長治一圖里、長治二圖里、文賢里、維新里                                                                           |                                             |
| 鳳山縣   | 內埔辨務署   | 1897年9月1日  | 港西下里內埔庄       | 港東上里、港東中里、港西上里、港西中里、港西下里、                                                               |                                             |
| 鳳山縣   | 林邊辨務署   |               | 港東中里林邊街       | 港東中里、港東下里、琉球嶼                                                                                       |                                             |
| 鳳山縣   | 萬丹辨務署   |               | 港西下里萬丹街       | 港東上里、港西下里、新園里                                                                                       |                                             |
| 鳳山縣   | 阿猴辨務署   | 1897年9月20日 | 阿猴街               | 港西中里 |                                             |
| 鳳山縣   | 阿里港辨務署 | 1897年9月20日 | 阿里港街             | 港西上里 |                                             |
| 鳳山縣   | 恆春辨務署   | 1897年7月1日  | 宣化里恆春城內       | 宣化里、至厚里、德和里、仁壽里、安定里、長樂里、永靖里、治平里、泰慶里                                           |                                             |
| 鳳山縣   | 楓港辨務署   |               | 善餘里楓港庄         | 興文里、咸昌里、善餘里、嘉禾里、上蕃社、下蕃社                                                                   |                                             |
| 宜蘭廳   | 頭圍辨務署   | 1897年8月1日  | 頭圍堡頭圍街         | 頭圍堡、四圍堡（部分）                                                                                           |                                             |
| 宜蘭廳   | 宜蘭辨務署   | 1897年8月1日  | 本城堡宜蘭城內       | 本城堡、員山堡、民壯圍堡、四圍堡（部分）、浮洲堡（部分）                                                         |                                             |
| 宜蘭廳   | 羅東辨務署   | 1897年8月1日  | 羅東堡羅東街         | 清水溝堡、羅東堡、紅水溝堡、浮洲堡（部分）                                                                       |                                             |
| 宜蘭廳   | 利澤簡辨務署 | 1897年8月1日  | 利澤簡堡利澤簡街     | 利澤簡堡、二結堡、茅仔藔堡                                                                                       |                                             |
| 臺東廳   | 卑南辨務署   | 1897年10月1日 | 南鄉卑南街           | 南鄉、廣鄉 |                                             |
| 臺東廳   | 水尾辨務署   | 1898年2月1日  | 奉鄉水尾庄           | 新鄉、奉鄉 |                                             |
| 臺東廳   | 奇萊辨務署   | 1897年10月1日 | 新港街               | 蓮鄉 |                                             |
| 澎湖廳   | 媽宮辨務署   | 1897年7月14日 | 澎湖本島媽宮城       | 媽宮城、東西澚                                                                                                   | 1897年8月18日接收原隸於隘門辨務署的嵵裡澚   |
| 澎湖廳   | 隘門辨務署   | 1897年7月14日 | 澎湖本島隘門         | 鼎灣澚、南藔澚、嵵裡澚、林投澚                                                                                   | 嵵裡澚在1897年8月18日改隸媽宮辨務署         |
| 澎湖廳   | 小池角辨務署 | 1897年7月14日 | 漁翁島小池角         | 西嶼澚 |                                             |
| 澎湖廳   | 大赤崁辨務署 | 1897年7月14日 | 白沙島大赤崁         | 瓦硐澚、通梁澚、鎮海澚、赤崁澚                                                                                   |                                             |
| 澎湖廳   | 網垵辨務署   | 1897年7月26日 | 八罩島網垵           | 吉貝澚、網垵澚、水垵澚                                                                                           |                                             |